# نيكولا زيكوف
نيكولا زيكوف (بالبلغارية: Никола Жеков)‏ كان وزير حرب لبلغاريا في عام 1915 وخدم كرئيس للأركان من عام 1915 إلى 1918 خلال الحرب العالمية الأولى.